# Iryna Krasnianska
Iryna Krasnianska, em ucraniano: Ирина Краснянска/Краснянская, (Vologda, 19 de novembro de 1987) é uma ginasta ucraniana que compete em provas de ginástica artística.
Iryna fez parte da equipe ucraniana que disputos os Jogos Olímpicos de Pequim, em 2008, China.

## Carreira
Iryna iniciou na ginástica aos cinco anos, e aos dez já fazia parte da equipe nacional. Em 2003, a ginasta disputou o Campeonato Mundial de Anaheim, terminando em sétimo por equipes e na trave. No ano posterior, competindo no Campeonato Europeu de Amsterdã, a ginasta fora quarta na trave e bronze nas barras assimétricas. Ainda em 2004, em sua primeira aparição olímpica, nos Jogos Olímpicos de Atenas, a ginasta foi quarta por equipes.
Dois anos depois, participando da Copa do Mundo de Stuttgart, a ginasta foi medalhista de prata na trave. Como último evento do ano, deu-se o Campeonato Mundial de Aarhus. No evento, Iryna conquistou a medalha de ouro na trave. Ainda em 2006, na etapa de Paris, de Copa do Mundo, Iryna foi bronze no aparelho, e em Cottbus, prata. Em seu último evento do ano, a ginasta participou da etapa de Copa do Mundo de Gante, conquistando a medalha de ouro na trave, e a prata nas barras assimétricas. Em 2008, em sua segunda participação em Olimpíadas, a ginasta fora apenas 69ª no individual geral, e 11ª colocada nos exercícios coletivos.

## Principais resultados
| Ano  | Evento                                    | AA  | Equipe | Salto sobre o cavalo | Trave             | Barras assimétricas | Solo |
| ---- | ----------------------------------------- | --- | ------ | -------------------- | ----------------- | ------------------- | ---- |
| 2003 | Campeonato Mundial de Ginástica Artística |     | 7º     |                      | 7º                |                     |      |
| 2003 | Copa do Mundo - Thessaloniki              |     |        |                      |                   | 4º                  |      |
| 2004 | Campeonato Europeu                        |     |        |                      | 4º                | Medalha de bronze   |      |
| 2004 | Jogos Olímpicos                           |     | 4º     |                      |                   |                     |      |
| 2006 | Copa do Mundo - Stuttgart                 |     |        |                      | Medalha de prata  |                     |      |
| 2006 | Copa do Mundo - São Paulo                 |     |        |                      | 7º                | 5º                  |      |
| 2006 | Campeonato Mundial de Ginástica Artística |     | 5º     |                      | Medalha de ouro   | 7º                  |      |
| 2007 | Copa do Mundo - Paris                     |     |        |                      | Medalha de bronze |                     |      |
| 2007 | Copa do Mundo - Cottbus                   |     |        |                      | Medalha de prata  | 8º                  |      |
| 2007 | Campeonato Europeu                        |     |        |                      | 7º                |                     |      |
| 2007 | Copa do Mundo - Gante                     |     |        |                      | Medalha de ouro   | Medalha de prata    |      |
| 2008 | Jogos Olímpicos                           | 69º | 11º    |                      | 25º               |                     |      |